# Teneng Mba Jaiteh
Teneng Mba Jaiteh là một chính trị gia người Gambia từng làm đại sứ của Gambia cho Liên minh châu Âu.

## Tiểu sử và giáo dục
Jaiteh từng thoe học tại Cao đẳng Fourabay của Đại học Sierra Leone và Trường Kinh tế và Khoa học Chính trị Luân Đôn. Bà có bằng cử nhân Lịch sử và bằng thạc sĩ về nghiên cứu phát triển.

## Sự nghiệp
Jaiteh từng là Phó Bộ trưởng Ngoại giao tại Bộ Tài chính và Kinh tế Gambia năm 2003, và là Tổng thư ký của Dịch vụ Dân sự từ năm 20082002009, thay thế vị trí của Ousman Jammeh.
Vào ngày 29 tháng 5 năm 2009, Jaiteh được bổ nhiệm làm Thứ trưởng Bộ Tài nguyên Dầu mỏ và Khoáng sản bởi Tổng thống Yahya Jammeh. Bà sau đó được bổ nhiệm làm Bộ trưởng Bộ Năng lượng, nhưng đã được miễn nhiệm trong cuộc hẹn đó vào ngày 17 tháng 2 năm 2014 khi Jammeh nói rằng danh mục đầu tư sẽ đến văn phòng của ông. Bà trở thành một trong gần 200 bộ trưởng nội các và các quan chức chính phủ được Jammeh thuê và sa thải kể từ khi ông lên nắm quyền trong cuộc đảo chính năm 1994. Bà đã được phục chức ba ngày sau đó.
Vào tháng 1 năm 2015, Jaiteh được bổ nhiệm làm đại sứ của Gambia tại Liên minh châu Âu, cũng tại Đức, Ba Lan, Hà Lan, Luxembourg, Slovakia và Cộng hòa Séc cũng như Tổ chức Cấm Vũ khí hóa học, Châu Phi, Caribbean và Nhóm các quốc gia Thái Bình Dương, Tòa án hình sự quốc tế và Tổ chức thương mại thế giới. Chức vụ của bà nằm ở Brussels.
Sau cuộc bầu cử tháng 12 năm 2016, Jaiteh là một trong hàng tá các nhà ngoại giao Gambian đã ủng hộ Tổng thống đắc cử Adama Barrow với tư cách là chủ tịch hợp pháp và kêu gọi Jammeh từ chức, gửi thư chúc mừng chung cho Barrow. Đáp lại, Bộ trưởng Thông tin mới của Jammeh, Seedy Njie cho biết vào tháng 1 năm 2017 rằng mười hai đại sứ đã bị sa thải.